# اویبیگا-وارنبروک
شهر اویبیگا-وارنبروک (به آلمانی: Uebigau-Wahrenbrück) در ایالت برندنبورگ در کشور آلمان واقع شده‌است.